# Symmetropleura laevicauda
Symmetropleura laevicauda är en insektsart som beskrevs av Brunner von Wattenwyl 1878. Symmetropleura laevicauda ingår i släktet Symmetropleura och familjen vårtbitare. Inga underarter finns listade i Catalogue of Life.